# Sinh sản cơ hội

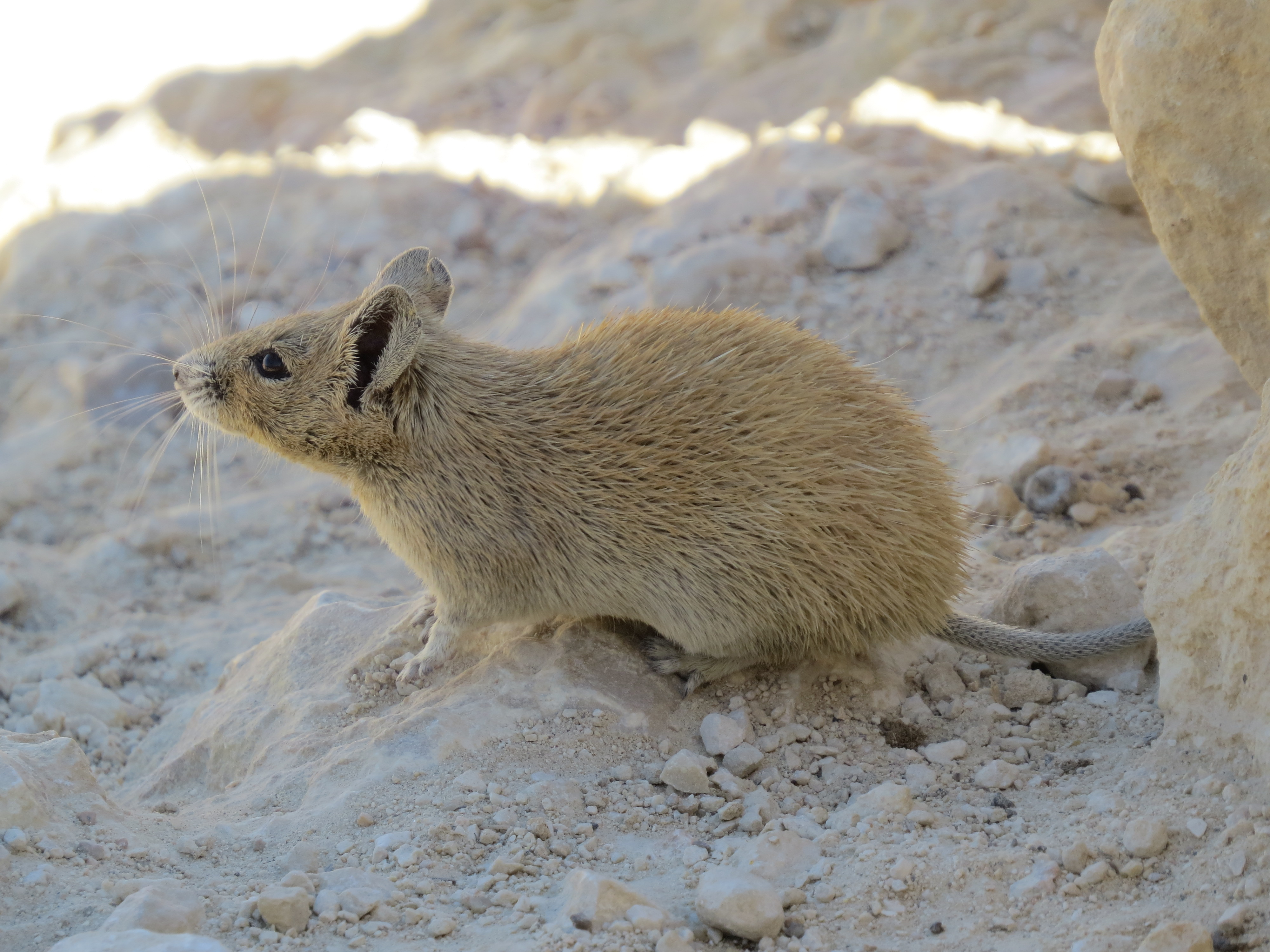
Một con chuột gai vàng sa mạc, chúng là loài sinh sản cơ hội khi có điều kiện

Sinh sản cơ hội hay còn gọi là Gây giống cơ hội (Opportunistic breeder) hay giao phối cơ hội là các động vật sẵn sàng thực hiện việc giao phối và sinh sản thành công bất cứ khi nào điều kiện môi trường của chúng trở nên thuận lợi chứ không hoàn toàn phụ thuộc vào chu kỳ động dục hoặc mùa sinh sản. 

## Đại cương
Khả năng và động lực của các loài cơ hội để giao phối chủ yếu không phụ thuộc vào độ dài ngày (photoperiod) và thay vào đó dựa vào tín hiệu từ những thay đổi ngắn hạn trong điều kiện địa phương như lượng mưa, lượng thức ăn và nhiệt độ. Một yếu tố khác là sự hiện diện của các địa điểm sinh sản phù hợp, chỉ có thể hình thành với những trận mưa lớn hoặc thay đổi môi trường khác. Do đó, chúng khác biệt với các động vật sinh sản theo mùa dựa vào sự thay đổi độ dài ngày để tạo yếu tố động dục và để giao phối, và các động vật lai tạo liên tục như con người có thể giao phối quanh năm.
Nhiều kẻ sinh sản cơ hội là động vật có vú, những động vật có vú này có xu hướng là loài gặm nhấm nhỏ, trong đó phổ biến là các loài thuộc họ hàng nhà chuột vốn được biết đến với khả năng mắn đẻ của chúng, đồng thời vì những thay đổi trong mùa có thể trùng với những thay đổi thuận lợi trong môi trường, sự khác biệt giữa loài vật gây giống theo mùa sinh sản và sinh sản cơ hội có thể bị nhầm lẫn cụ thể là loài kangaroo cây (Dendrolagus) trước đây được phân loại là một loài sinh sản theo mùa hiện đang bị nghi ngờ là một loài sinh sản cơ hội.
Ngoài ra, những kẻ cơ hội có thể có phẩm chất của loài gây giống theo mùa, đây cũng là điều khiến dễ nhầm lẫn giữa các loài này với nhau. Việc gây giống đòi hỏi các yếu tố khác, đặc biệt là sự phong phú về thực phẩm và các tương tác xã hội (khả năng và cường độ tiếp cận lẫn nhau), để có thể sinh sản. Ngược lại, sự sẵn có của nguồn thức ăn không hoàn toàn thúc đẩy sự phát triển sinh sản, kể cả ở những kẻ cơ hội. Những loài sinh sản cơ hội thường có khả năng sinh sản bất cứ lúc nào hoặc trở nên có khả năng sinh sản trong một khoảng thời gian ngắn. Một ví dụ là chuột gai vàng sống trong môi trường sống sa mạc của nó do lượng mưa nhất định xuất hiện để đánh thức chức năng sinh sản. 